# Valleroy-aux-Saules
Valleroy-aux-Saules ([valɛˈʁɔ.o.ˈsol] ) ist eine französische Gemeinde mit 256 Einwohnern (Stand: 1. Januar 2022) im Département Vosges in der Region Grand Est. Sie gehört zum Arrondissement Neufchâteau (bis 2024 Épinal) und ist Mitglied im Gemeindeverband Communauté de communes de Mirecourt Dompaire. Die Bewohner werden Valliriens und Valliriennes genannt.

## Geografie
Die kleine Gemeinde Valleroy-aux-Saules liegt im Dreieck zwischen Épinal, Vittel und Mirecourt.

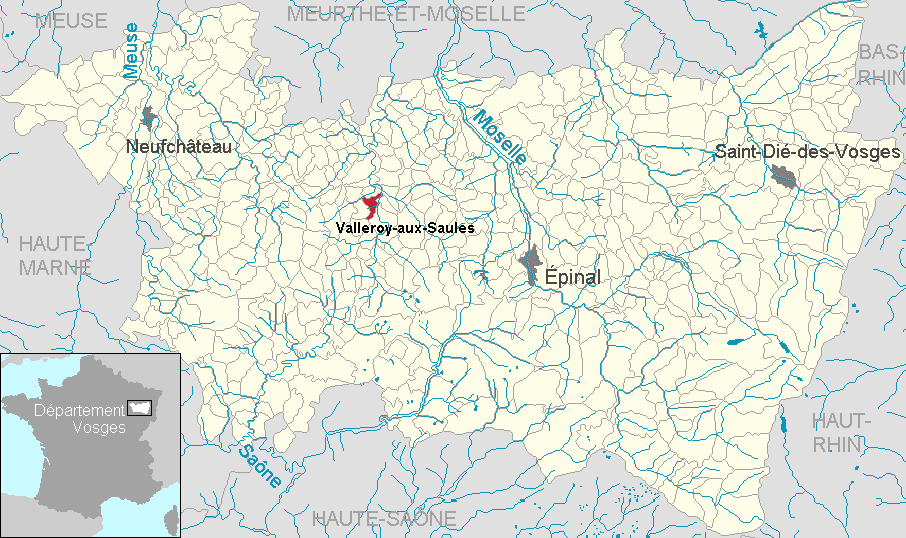
Lage von Valleroy-aux-Saules im Département Vosges

Der Mosel-Nebenfluss Madon bildet teilweise die östliche Gemeindegrenze. In den Madon mündet auf Höhe Valleroy der Ruissaeu de la Grace, der das muldenförmige Madontal aufweitet. Westlich des Ortes steigt das Gelände um etwa 70 Meter auf einen Höhenrücken an, der sich keilförmig von Südwesten bis an den Madon bei Hymont schiebt und in weiten Teilen bewaldet ist. Im Westen und Süden hat die Gemeinde mit ca. 150 Hektarn Anteile an zwei Waldgebieten. Der größte Teil des Gemeindeareals besteht aus landwirtschaftlichen Nutzflächen, die bis an das Ufer des Madon heranreichen. Das bebaute Gebiet ist geschlossen und orientiert sich an zwei Siedlungsachsen, die sich kreuzen.
Nachbargemeinden von Valleroy-aux-Saules sind Hymont im Norden, Velotte-et-Tatignécourt im Nordosten, Maroncourt im Osten, Hagécourt im Südosten, Rancourt im Südwesten, Madecourt im Westen sowie Bazoilles-et-Ménil im Nordwesten.

## Geschichte
Valleroy-aux-Saules lag an der Römerstraße, die von Langres über Metz nach Straßburg führte. Der Zusatzname des Ortes (saules = Weiden) dient der Unterscheidung einer nur zwölf Kilometer südwestlich gelegenen gleichnamigen Gemeinde (Valleroy-le-Sec).

### Bevölkerungsentwicklung
| 1962 | 1968 | 1975 | 1982 | 1990 | 1999 | 2006 | 2018 |
| 134  | 134  | 134  | 209  | 266  | 253  | 221  | 257  |

Im Jahr 2011 wurde mit 287 Bewohnern die bisher höchste Einwohnerzahl ermittelt. Die Zahlen basieren auf den Daten von annuaire-mairie und INSEE.

## Sehenswürdigkeiten
- Kirche Saint-Brice aus dem 19. Jahrhundert

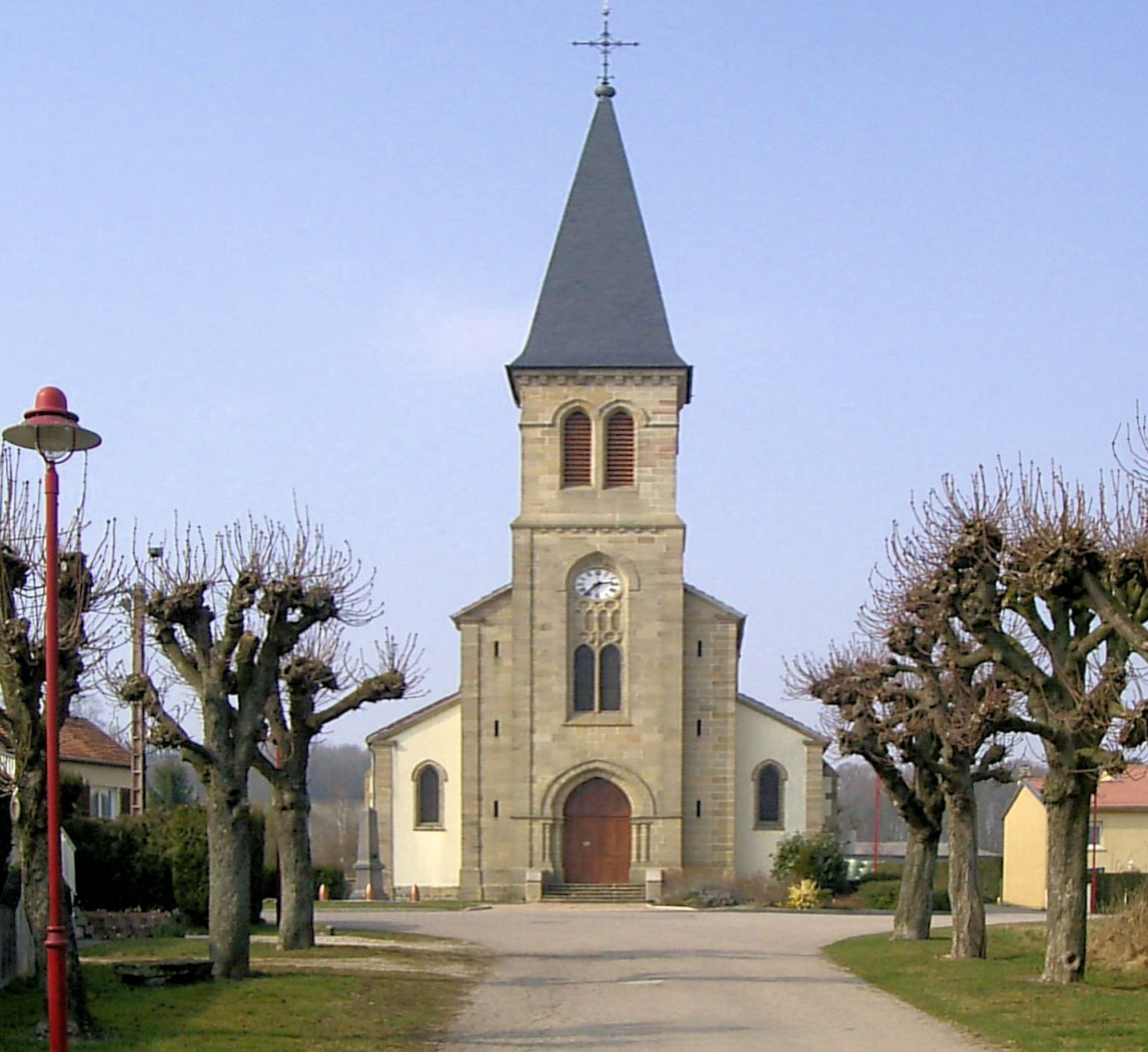
Kirche Saint-Brice

## Wirtschaft und Infrastruktur
Ein Teil der Einwohner lebt von der Landwirtschaft, ein anderer Teil pendelt in die Betriebe der Umgebung, unter anderem die Gewerbegebiete um Mirecourt. In Valleroy-aux-Saules sind fünf Landwirtschaftsbetriebe ansässig (Obstanbau, Milchwirtschaft, Rinderzucht).

### Verkehrsanbindung
Durch Valleroy-aux-Saules führt die Fernstraße D 4 von Mirecourt nach Bains-les-Bains. Die Nachbargemeinde Hymont hat einen Haltepunkt an der Bahnlinie von Nancy nach Vittel, die von der TER Grand Est bedient wird.